# Куркевич, Владимир
Владимир Куркевич (род. 19 августа 1943) — советский белорусский легкоатлет, специалист по тройным прыжкам. Выступал за сборную СССР по лёгкой атлетике в 1960-х годах, двукратный бронзовый призёр чемпионатов СССР, обладатель бронзовой медали Спартакиады народов СССР, победитель первенств всесоюзного и республиканского значения, участник чемпионата Европы в Будапеште и Европейских легкоатлетических игр в Праге. Представлял Минск и Вооружённые силы. Мастер спорта СССР международного класса.

## Биография
Владимир Куркевич родился 19 августа 1943 года. Занимался лёгкой атлетикой в Минске под руководством заслуженного тренера БССР Наума Давыдовича Финкинштейна, выступал за Белорусскую ССР и Советскую Армию.
Первого серьёзного успеха на всесоюзном уровне добился в сезоне 1966 года, когда на чемпионате СССР в Днепропетровске с результатом 16,23 выиграл бронзовую медаль в зачёте тройного прыжка. Благодаря этому успешному выступлению вошёл в основной состав советской сборной и удостоился права защищать честь страны на чемпионате Европы в Будапеште — в финале прыгнул на 16 метров ровно, расположившись в итоговом протоколе на 11-й строке.
В 1967 году принял участие в Европейских легкоатлетических играх в помещении в Праге, на предварительном квалификационном этапе установил свой личный рекорд в тройном прыжке в помещении — 16,29	метра, тогда как в финале показал результат 16,09 и стал шестым. Позднее одержал победу на другом международном турнире в Праге, взял бронзу на чемпионате страны в рамках IV летней Спартакиады народов СССР в Москве, превзошёл всех соперников на всесоюзных соревнованиях в Ленинакане, установив при этом личный рекорд в тройном прыжке на открытом стадионе — 16,69 метра.
В 1970 году отметился выступлением в матчевой встрече со сборной США в Ленинграде, с результатом 16,60 занял первое место.
За выдающиеся спортивные достижения удостоен почётного звания «Мастер спорта СССР международного класса».